# Bilan saison par saison des Bruins de Boston
Les Bruins de Boston sont une franchise de la Ligue nationale de hockey depuis la saison 1924-1925 de la LNH. Cette page retrace les résultats de l'équipe depuis cette première saison.

## Résultats
Note : PJ : parties jouées, V : victoires, D : défaites, N : matchs nuls, DP : défaites après prolongation, Pts : Points, BP : buts pour, BC : buts contre, Pun : minutes de pénalité

### Les premiers temps
Cette période comprend les saisons entre 1924 et 1943, période où le nombre d'équipes dans la LNH a évolué avec des créations d'équipes et des disparitions.
Au cours de cette période, les Bruins ont été champion de la Coupe Stanley à trois reprises.
| Saison            | PJ | V  | D  | N  | BP  | BC  | Pts | Classement    | Séries éliminatoires                                                          | Entraîneur     |
| ----------------- | -- | -- | -- | -- | --- | --- | --- | ------------- | ----------------------------------------------------------------------------- | -------------- |
| 1924-1925         | 30 | 6  | 24 | 0  | 49  | 119 | 12  | 6e de la LNH  | Non qualifiés                                                                 | Art Ross       |
| 1925-1926         | 36 | 17 | 15 | 4  | 92  | 85  | 38  | 4e de la LNH  | Non qualifiés                                                                 | Art Ross       |
| 1926-1927         | 44 | 21 | 20 | 3  | 97  | 89  | 45  | 2e, American  | 10-5 Black Hawks de Chicago · 3-1Rangers de New York · 0-2 Sénateurs d'Ottawa | Art Ross       |
| 1927-1928         | 44 | 20 | 13 | 11 | 77  | 70  | 51  | 1e, American  | 2-5 Rangers de New York                                                       | Art Ross       |
| 1928-1929 Détails | 44 | 26 | 13 | 5  | 89  | 52  | 57  | 1er, American | 3-0 Canadiens de Montréal · 2-0 Rangers de New York                           | Cy Denneny     |
| 1929-1930         | 44 | 38 | 5  | 1  | 179 | 98  | 77  | 1er, American | 3-1 Maroons de Montréal · 0-2 Canadiens de Montréal                           | Art Ross       |
| 1930-1931         | 44 | 28 | 10 | 6  | 143 | 90  | 62  | 1er, American | 2-3 Canadiens de Montréal                                                     | Art Ross       |
| 1931-1932         | 48 | 15 | 21 | 12 | 122 | 117 | 42  | 4e, American  | Non qualifiés                                                                 | Art Ross       |
| 1932-1933         | 48 | 25 | 15 | 8  | 124 | 88  | 58  | 1er, American | 2-3 Maple Leafs de Toronto                                                    | Art Ross       |
| 1933-1934         | 48 | 18 | 25 | 5  | 111 | 130 | 41  | 4e, American  | Non qualifiés                                                                 | Art Ross       |
| 1934-1935         | 48 | 26 | 16 | 6  | 129 | 112 | 58  | 1er, American | 1-3 Maple Leafs de Toronto                                                    | Frank Patrick  |
| 1935-1936         | 48 | 22 | 20 | 6  | 92  | 83  | 50  | 2e, American  | 6-8 Maple Leafs de Toronto                                                    | Frank Patrick  |
| 1936-1937         | 48 | 23 | 18 | 7  | 120 | 110 | 53  | 2e, American  | 1-2 Maroons de Montréal                                                       | Art Ross       |
| 1937-1938         | 48 | 30 | 11 | 7  | 142 | 89  | 67  | 1er, American | 0-3 Maple Leafs de Toronto                                                    | Art Ross       |
| 1938-1939 Détails | 48 | 36 | 10 | 2  | 156 | 76  | 74  | 1er de la LNH | 4-3 Rangers de New York · 4-1 Maple Leafs de Toronto                          | Art Ross       |
| 1939-1940         | 48 | 31 | 12 | 5  | 170 | 98  | 67  | 1er de la LNH | 2-4 Rangers de New York                                                       | Cooney Weiland |
| 1940-1941 Détails | 48 | 27 | 8  | 13 | 168 | 102 | 67  | 1er de la LNH | 4-3 Maple Leafs de Toronto · 4-0 Red Wings de Détroit                         | Cooney Weiland |
| 1941-1942         | 48 | 25 | 17 | 6  | 160 | 118 | 56  | 3e de la LNH  | 2-1 Black Hawks de Chicago · 0-2 Red Wings de Détroit                         | Art Ross       |
| 1942-1943         | 50 | 24 | 17 | 9  | 195 | 176 | 57  | 2e de la LNH  | 4-1 Canadiens de Montréal · 0-4 Red Wings de Détroit                          | Art Ross       |

### Les six équipes originales
Cette période comprend les saisons entre 1942 et 1967. Pendant ce laps de temps, les six mêmes équipes se sont disputé la Coupe Stanley. Il s'agit des équipes suivantes :
- les Canadiens de Montréal ;
- les Red Wings de Détroit ;
- les Rangers de New York ;
- les Blackhawks de Chicago ;
- les Maple Leafs de Toronto ;
- et enfin les Bruins.

Au cours de cette période, les Bruins n'ont jamais été champions de la Coupe Stanley.
| Saison    | PJ | V  | D  | N  | BP  | BC  | Pts | Classement   | Séries éliminatoires                                 | Entraîneur                |
| --------- | -- | -- | -- | -- | --- | --- | --- | ------------ | ---------------------------------------------------- | ------------------------- |
| 1943-1944 | 50 | 19 | 26 | 5  | 223 | 268 | 43  | 5e de la LNH | Non qualifiés                                        | Art Ross                  |
| 1944-1945 | 50 | 16 | 30 | 4  | 179 | 219 | 36  | 4e de la LNH | 3-4 Red Wings de Détroit                             | Art Ross                  |
| 1945-1946 | 50 | 24 | 18 | 8  | 167 | 156 | 56  | 2e de la LNH | 4-1 Red Wings de Détroit · 1-4 Canadiens de Montréal | Dit Clapper               |
| 1946-1947 | 60 | 26 | 23 | 11 | 190 | 175 | 63  | 3e de la LNH | 1-4 Canadiens de Montréal                            | Dit Clapper               |
| 1947-1948 | 60 | 23 | 24 | 13 | 167 | 168 | 59  | 3e de la LNH | 1-4 Maple Leafs de Toronto                           | Dit Clapper               |
| 1948-1949 | 60 | 29 | 23 | 8  | 178 | 163 | 66  | 2e de la LNH | 1-4 Maple Leafs de Toronto                           | Dit Clapper               |
| 1949-1950 | 70 | 22 | 32 | 16 | 198 | 228 | 60  | 5e de la LNH | Non qualifiés                                        | Buck Boucher              |
| 1950-1951 | 70 | 22 | 30 | 18 | 178 | 197 | 62  | 4e de la LNH | 1-4 Maple Leafs de Toronto                           | Lynn Patrick              |
| 1951-1952 | 70 | 25 | 29 | 16 | 162 | 176 | 66  | 4e de la LNH | 3-4 Canadiens de Montréal                            | Lynn Patrick              |
| 1952-1953 | 70 | 28 | 29 | 13 | 152 | 172 | 69  | 3e de la LNH | 4-2 Red Wings de Détroit · 1-4 Canadiens de Montréal | Lynn Patrick              |
| 1953-1954 | 70 | 32 | 28 | 10 | 177 | 181 | 74  | 4e de la LNH | 0-4 Canadiens de Montréal                            | Lynn Patrick              |
| 1954-1955 | 70 | 23 | 26 | 21 | 169 | 188 | 67  | 4e de la LNH | 1-4 Canadiens de Montréal                            | Lynn Patrick Milt Schmidt |
| 1955-1956 | 70 | 23 | 34 | 13 | 147 | 185 | 59  | 5e de la LNH | Non qualifiés                                        | Milt Schmidt              |
| 1956-1957 | 70 | 34 | 24 | 12 | 195 | 174 | 80  | 3e de la LNH | 4-1 Red Wings de Détroit · 1-4 Canadiens de Montréal | Milt Schmidt              |
| 1957-1958 | 70 | 27 | 28 | 15 | 199 | 194 | 69  | 4e de la LNH | 4-2 Rangers de New York · 2-4 Canadiens de Montréal  | Milt Schmidt              |
| 1958-1959 | 70 | 32 | 29 | 9  | 205 | 215 | 73  | 2e de la LNH | 3-4 Maple Leafs de Toronto                           | Milt Schmidt              |
| 1959-1960 | 70 | 28 | 34 | 8  | 220 | 241 | 64  | 5e de la LNH | Non qualifiés                                        | Milt Schmidt              |
| 1960-1961 | 70 | 15 | 42 | 13 | 176 | 254 | 43  | 6e de la LNH | Non qualifiés                                        | Milt Schmidt              |
| 1961-1962 | 70 | 15 | 47 | 8  | 177 | 306 | 38  | 6e de la LNH | Non qualifiés                                        | Phil Watson               |
| 1962-1963 | 70 | 14 | 39 | 17 | 198 | 281 | 45  | 6e de la LNH | Non qualifiés                                        | Phil Watson Milt Schmidt  |
| 1963-1964 | 70 | 18 | 40 | 12 | 170 | 212 | 48  | 6e de la LNH | Non qualifiés                                        | Milt Schmidt              |
| 1964-1965 | 70 | 21 | 43 | 6  | 166 | 253 | 48  | 6e de la LNH | Non qualifiés                                        | Milt Schmidt              |
| 1965-1966 | 70 | 21 | 43 | 6  | 174 | 275 | 48  | 5e de la LNH | Non qualifiés                                        | Milt Schmidt              |
| 1966-1967 | 70 | 17 | 43 | 10 | 182 | 253 | 44  | 6e de la LNH | Non qualifiés                                        | Harry Sinden              |

### Les temps modernes
Cette période correspond à toutes les années dans la LNH depuis l'expansion de la ligue en 1967. Depuis cette période, le nombre d'équipe n'a cessé d'augmenter pour arriver en 2007 à 30 franchises.
Depuis cette expansion, les Bruins ont gagné la Coupe Stanley à trois reprises.
| Saison            | PJ | V  | D  | N  | DP | BP  | BC  | Pts | Classement                    | Séries éliminatoires                                                                                           | Entraîneur                   |
| ----------------- | -- | -- | -- | -- | -- | --- | --- | --- | ----------------------------- | --- | ---------------------------- |
| 1967-1968         | 74 | 37 | 27 | 10 | —  | 259 | 216 | 84  | 3e de la division Est         | 0-4 Canadiens de Montréal                                                                                      | Harry Sinden                 |
| 1968-1969         | 76 | 42 | 18 | 16 | —  | 303 | 221 | 100 | 2e de la division East        | 4-0 Maple Leafs de Toronto · 2-4 Canadiens de Montréal                                                         | Harry Sinden                 |
| 1969-1970 Détails | 76 | 40 | 17 | 19 | —  | 277 | 216 | 99  | 2e de la division Est         | 4-2 Rangers de New York · 4-0 Black Hawks de Chicago · 4-0 Blues de Saint-Louis                                | Harry Sinden                 |
| 1970-1971         | 78 | 57 | 14 | 7  | —  | 399 | 207 | 121 | 1er de la division Est        | 3-4 Canadiens de Montréal                                                                                      | Tom Johnson                  |
| 1971-1972 Détails | 78 | 54 | 13 | 11 | —  | 330 | 204 | 119 | 1er de la division Est        | 4-1 Maple Leafs de Toronto · 4-0 Blues de Saint-Louis · 4-2 Rangers de New York                                | Tom Johnson                  |
| 1972-1973         | 78 | 51 | 22 | 5  | —  | 330 | 235 | 107 | 2e de la division Est         | 1-4 Rangers de New York                                                                                        | Tom Johnson Armand Guidolin  |
| 1973-1974         | 78 | 52 | 17 | 9  | —  | 349 | 221 | 113 | 1er de la division Est        | 4-0 Maple Leafs de Toronto · 4-2 Black Hawks de Chicago · 2-4 Flyers de Philadelphie                           | Armand Guidolin              |
| 1974-1975         | 80 | 40 | 26 | 14 | —  | 345 | 245 | 94  | 2e de la division Adams       | 1-2 Black Hawks de Chicago                                                                                     | Don Cherry                   |
| 1975-1976         | 80 | 48 | 15 | 17 | —  | 313 | 237 | 113 | 1er de la division Adams      | 4-3 Kings de Los Angeles · 1-4 Flyers de Philadelphie                                                          | Don Cherry                   |
| 1976-1977         | 80 | 49 | 23 | 8  | —  | 312 | 240 | 106 | 1er de la division Adams      | 4-2 Kings de Los Angeles · 4-0 Flyers de Philadelphie · 0-4 Canadiens de Montréal                              | Don Cherry                   |
| 1977-1978         | 80 | 51 | 18 | 11 | —  | 333 | 218 | 113 | 1er de la division Adams      | 4-0 Black Hawks de Chicago · 4-1 Flyers de Philadelphie · 2-4 Canadiens de Montréal                            | Don Cherry                   |
| 1978-1979         | 80 | 43 | 23 | 14 | —  | 316 | 270 | 100 | 1er de la division Adams      | 4-0 Penguins de Pittsburgh · 3-4 Canadiens de Montréal                                                         | Don Cherry                   |
| 1979-1980         | 80 | 46 | 21 | 13 | —  | 310 | 234 | 105 | 2e de la division Adams       | 3-2 Penguins de Pittsburgh · 1-4 Islanders de New York                                                         | Fred Creighton Harry Sinden  |
| 1980-1981         | 80 | 37 | 30 | 13 | —  | 316 | 272 | 87  | 2e de la division Adams       | 0-3 North Stars du Minnesota                                                                                   | Gerry Cheevers               |
| 1981-1982         | 80 | 43 | 27 | 10 | —  | 323 | 285 | 96  | 2e de la division Adams       | 3-1 Sabres de Buffalo · 3-4 Nordiques de Québec                                                                | Gerry Cheevers               |
| 1982-1983         | 80 | 50 | 20 | 10 | —  | 327 | 228 | 110 | 1er de la division Adams      | 3-1 Nordiques de Québec · 4-3 Sabres de Buffalo · 2-4 Islanders de New York                                    | Gerry Cheevers               |
| 1983-1984         | 80 | 49 | 25 | 6  | —  | 336 | 261 | 104 | 1er de la division Adams      | 0-3 Canadiens de Montréal                                                                                      | Gerry Cheevers               |
| 1984-1985         | 80 | 36 | 34 | 10 | —  | 303 | 287 | 82  | 4e de la division Adams       | 2-3 Canadiens de Montréal                                                                                      | Gerry Cheevers Harry Sinden  |
| 1985-1986         | 80 | 37 | 31 | 12 | —  | 311 | 288 | 86  | 3e de la division Adams       | 0-3 Canadiens de Montréal                                                                                      | Butch Goring                 |
| 1986-1987         | 80 | 39 | 34 | 7  | —  | 301 | 276 | 85  | 3e de la division Adams       | 0-4 Canadiens de Montréal                                                                                      | Butch Goring Terry O'Reilly  |
| 1987-1988         | 80 | 44 | 30 | 6  | —  | 300 | 251 | 94  | 2e de la division Adams       | 4-2 Sabres de Buffalo · 4-1 Canadiens de Montréal · 4-3 Devils du New Jersey · 0-4 Oilers d'Edmonton           | Terry O'Reilly               |
| 1988-1989         | 80 | 37 | 29 | 14 | —  | 289 | 256 | 88  | 2e de la division Adams       | 4-1 Sabres de Buffalo · 1-4 Canadiens de Montréal                                                              | Terry O'Reilly               |
| 1989-1990         | 80 | 46 | 25 | 9  | —  | 289 | 232 | 101 | 1er de la division Adams      | 4-3 Whalers de Hartford · 4-1 Canadiens de Montréal · 4-0 Capitals de Washington · 1-4 Oilers d'Edmonton       | Mike Milbury                 |
| 1990-1991         | 80 | 44 | 24 | 12 | —  | 299 | 264 | 100 | 1er de la division Adams      | 4-2 Whalers de Hartford · 4-3 Canadiens de Montréal · 2-4 Penguins de Pittsburgh                               | Mike Milbury                 |
| 1991-1992         | 80 | 36 | 32 | 12 | —  | 270 | 275 | 84  | 2e de la division Adams       | 4-3 Sabres de Buffalo · 4-0 Canadiens de Montréal · 0-4 Penguins de Pittsburgh                                 | Rick Bowness                 |
| 1992-1993         | 84 | 51 | 26 | 7  | —  | 332 | 268 | 109 | 1er de la division Adams      | 0-4 Sabres de Buffalo                                                                                          | Brian Sutter                 |
| 1993-1994         | 84 | 42 | 29 | 13 | —  | 289 | 252 | 97  | 2e de la division Nord-est    | 4-3 Canadiens de Montréal · 2-4 Devils du New Jersey                                                           | Brian Sutter                 |
| 1994-1995         | 48 | 27 | 18 | 3  | —  | 150 | 127 | 57  | 3e de la division Nord-est    | 1-4 Devils du New Jersey                                                                                       | Brian Sutter                 |
| 1995-1996         | 82 | 40 | 31 | 11 | —  | 282 | 269 | 91  | 2e de la division Nord-est    | 1-4 Panthers de la Floride                                                                                     | Steve Kasper                 |
| 1996-1997         | 82 | 26 | 47 | 9  | —  | 234 | 300 | 61  | 6e de la division Nord-est    | Non qualifiés                                                                                                  | Steve Kasper                 |
| 1997-1998         | 82 | 39 | 30 | 13 | —  | 221 | 194 | 91  | 2e de la division Nord-est    | 2-4 Capitals de Washington                                                                                     | Pat Burns                    |
| 1998-1999         | 82 | 39 | 30 | 13 | —  | 214 | 181 | 91  | 3e de la division Nord-est    | 4-2 Hurricanes de la Caroline · 2-4 Sabres de Buffalo                                                          | Pat Burns                    |
| 1999-2000         | 82 | 24 | 33 | 19 | 6  | 210 | 248 | 73  | 5e de la division Nord-est    | Non qualifiés                                                                                                  | Pat Burns                    |
| 2000-2001         | 82 | 36 | 30 | 8  | 8  | 227 | 249 | 88  | 4e de la division Nord-est    | Non qualifiés                                                                                                  | Pat Burns Mike Keenan        |
| 2001-2002         | 82 | 43 | 24 | 6  | 9  | 236 | 201 | 101 | 1er de la division Nord-est   | 2-4 Canadiens de Montréal                                                                                      | Robbie Ftorek                |
| 2002-2003         | 82 | 36 | 31 | 11 | 4  | 245 | 237 | 87  | 3e de la division Nord-est    | 1-4 Devils du New Jersey                                                                                       | Robbie Ftorek Mike O'Connell |
| 2003-2004         | 82 | 41 | 19 | 15 | 7  | 209 | 188 | 104 | 1er de la division Nord-est   | 3-4 Canadiens de Montréal                                                                                      | Mike Sullivan                |
| 2005-2006         | 82 | 29 | 37 | —  | 16 | 230 | 266 | 74  | 5e de la division Nord-est    | Non qualifiés                                                                                                  | Mike Sullivan                |
| 2006-2007         | 82 | 35 | 41 | —  | 6  | 219 | 289 | 76  | 5e de la division Nord-est    | Non qualifiés                                                                                                  | Dave Lewis                   |
| 2007-2008         | 82 | 41 | 29 | —  | 12 | 212 | 222 | 94  | 3e de la division Nord-est    | 3-4 Canadiens de Montréal                                                                                      | Claude Julien                |
| 2008-2009         | 82 | 53 | 19 | —  | 10 | 274 | 196 | 116 | 1er de la division Nord-est   | 4-0 Canadiens de Montréal · 3-4 Hurricanes de la Caroline                                                      | Claude Julien                |
| 2009-2010         | 82 | 39 | 30 | —  | 13 | 206 | 200 | 91  | 3e de la division Nord-est    | 4-2 Sabres de Buffalo · 3-4 Flyers de Philadelphie                                                             | Claude Julien                |
| 2010-2011 Détails | 82 | 46 | 25 | —  | 11 | 246 | 195 | 103 | 1er de la division Nord-est   | 4-3 Canadiens de Montréal · 4-0 Flyers de Philadelphie · 4-3 Lightning de Tampa Bay · 4-3 Canucks de Vancouver | Claude Julien                |
| 2011-2012         | 82 | 49 | 29 | —  | 4  | 269 | 202 | 102 | 1er de la division Nord-est   | 3-4 Capitals de Washington                                                                                     | Claude Julien                |
| 2012-2013         | 48 | 28 | 14 | —  | 6  | 131 | 109 | 62  | 2e de la division Nord-est    | 4-3 Maple Leafs de Toronto · 4-1 Rangers de New York · 4-0 Penguins de Pittsburgh · 2-4 Blackhawks de Chicago  | Claude Julien                |
| 2013-2014         | 82 | 54 | 19 | —  | 9  | 261 | 177 | 117 | 1er de la division Atlantique | 4-1 Red Wings de Détroit · 3-4 Canadiens de Montréal                                                           | Claude Julien                |
| 2014-2015         | 82 | 41 | 27 | —  | 14 | 213 | 211 | 96  | 5e de la division Atlantique  | Non qualifiés                                                                                                  | Claude Julien                |
| 2015-2016         | 82 | 42 | 31 | —  | 9  | 240 | 230 | 93  | 4e de la division Atlantique  | Non qualifiés                                                                                                  | Claude Julien                |
| 2016-2017         | 82 | 44 | 31 | —  | 7  | 234 | 212 | 95  | 3e de la division Atlantique  | 2-4 Sénateurs d'Ottawa                                                                                         | Claude Julien Bruce Cassidy  |
| 2017-2018         | 82 | 50 | 20 | —  | 12 | 270 | 214 | 112 | 2e de la division Atlantique  | 4-3 Maple Leafs de Toronto 2-4 Lightning de Tampa Bay                                                          | Bruce Cassidy                |
| 2018-2019         | 82 | 49 | 24 | —  | 9  | 259 | 215 | 107 | 2e de la division Atlantique  | 4-3 Maple Leafs de Toronto 4-2 Blue Jackets de Columbus 4-0 Hurricanes de la Caroline 3-4 Blues de Saint-Louis | Bruce Cassidy                |
| 2019-2020         | 70 | 44 | 14 | —  | 12 | 227 | 174 | 100 | 1er de la division Atlantique | 4-1 Hurricanes de la Caroline 1-4 Lightning de Tampa Bay                                                       | Bruce Cassidy                |
| 2020-2021 Détails | 56 | 33 | 16 | —  | 7  | 168 | 136 | 73  | 3e de la division Est         | 4-1 Capitals de Washington 2-4 Islanders de New York                                                           | Bruce Cassidy                |
| 2021-2022         | 82 | 51 | 26 | —  | 5  | 255 | 220 | 107 | 7e de l'association de l'Est  | 3-4 Hurricanes de la Caroline                                                                                  | Bruce Cassidy                |